# Avions Voisin des Records
Pour les articles homonymes, voir Avions Voisin et Record.
L'Avions Voisin des Records 1927 est une voiture de compétition de 1927, du constructeur automobile français Avions Voisin, détentrice de nombreux records de vitesse de l'autodrome de Linas-Montlhéry (du Grand Prix automobile de France 1927).

## Historique
Ce prototype de voiture de compétition Avions Voisin est conçu par Gabriel Voisin, pour succéder à ses précédentes Avions Voisin C3 Sport (1921), Voisin Laboratoire (1923) et Avions Voisin 4 cylindres des Records (1925), avec une carrosserie inspirée des fuselages légers en aluminium de ses avions Voisin frères de la Première Guerre mondiale.

Sur l'autodrome de Linas-Montlhéry (du Grand Prix automobile de France 1927).
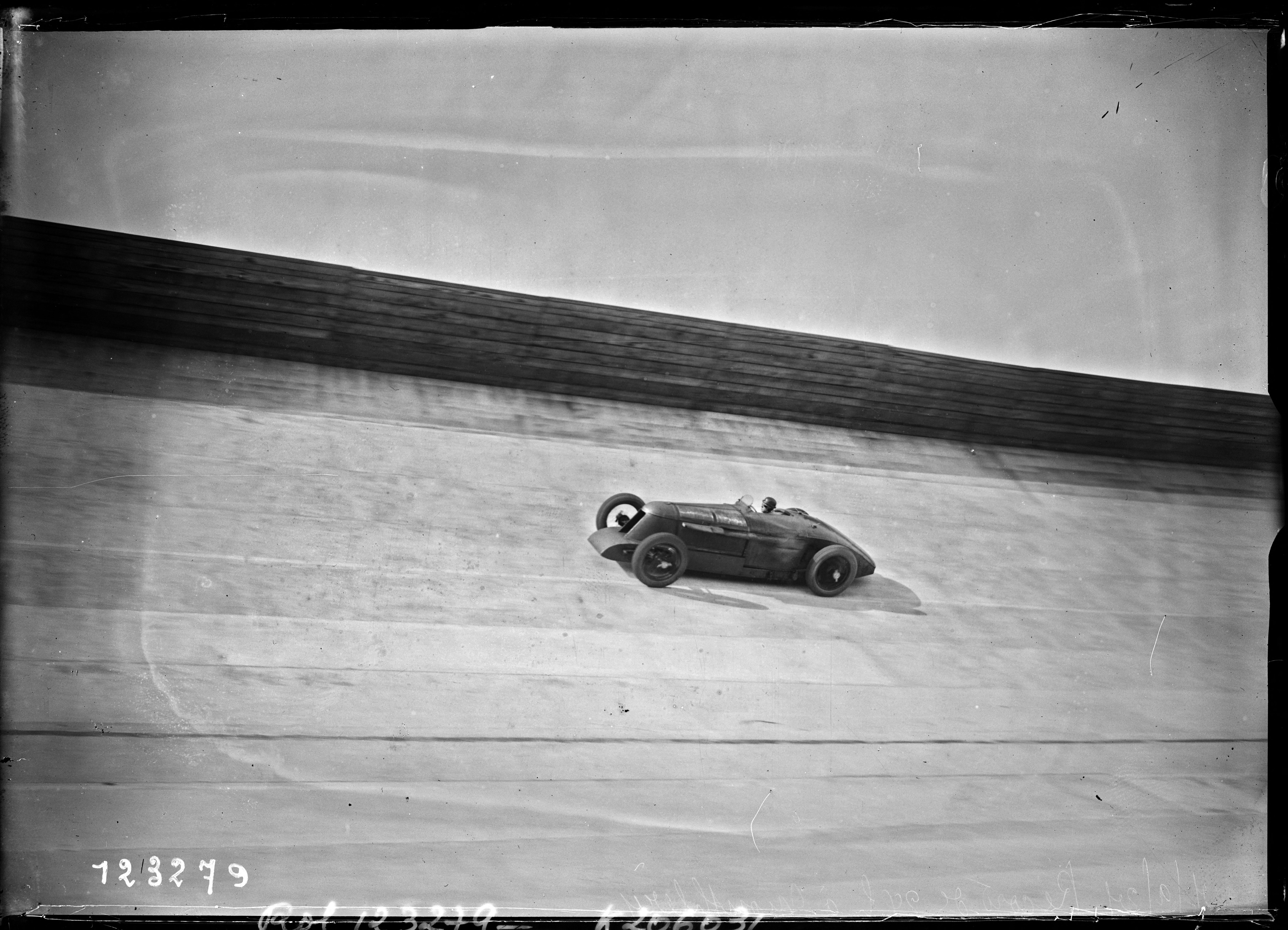
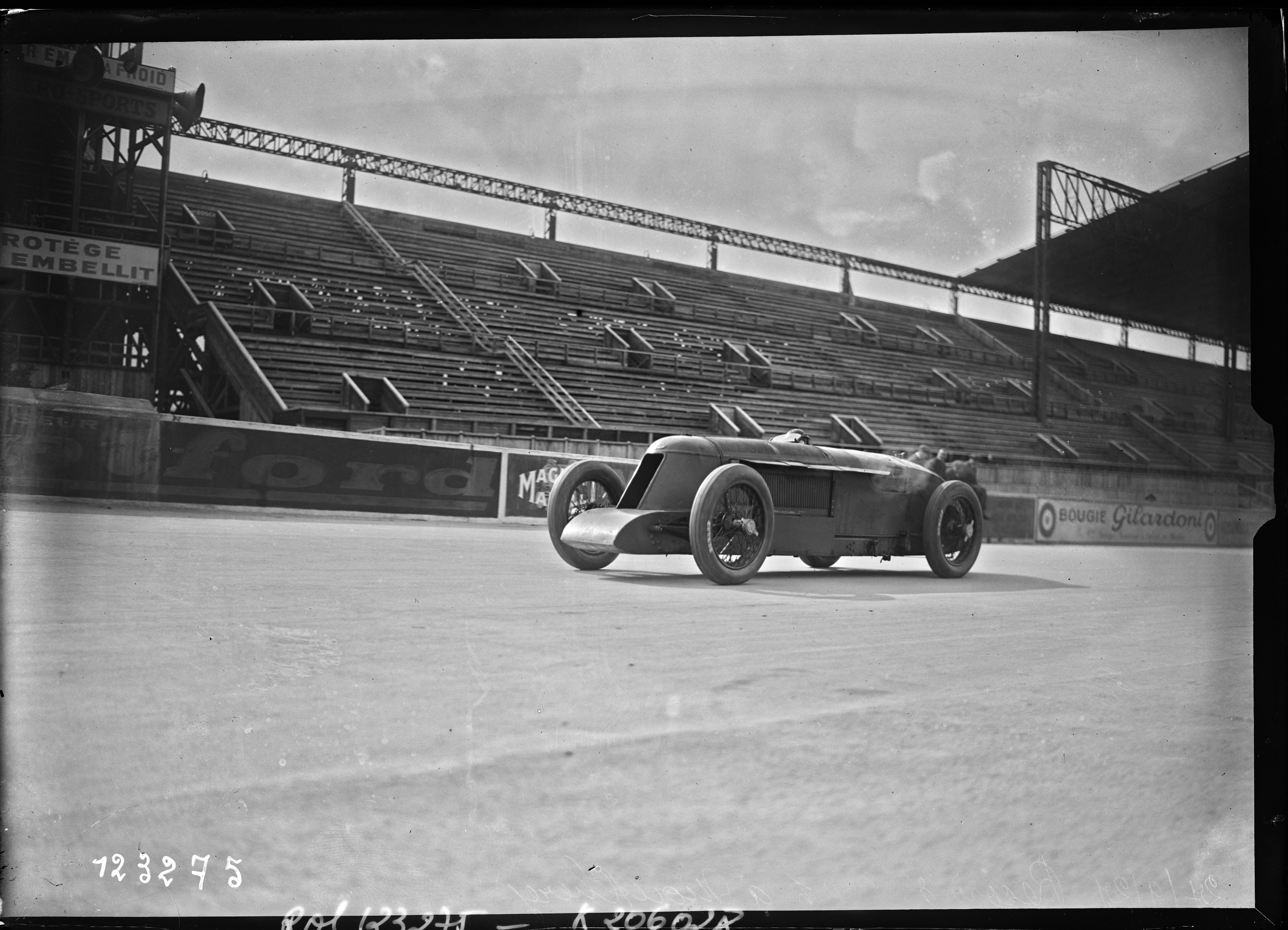
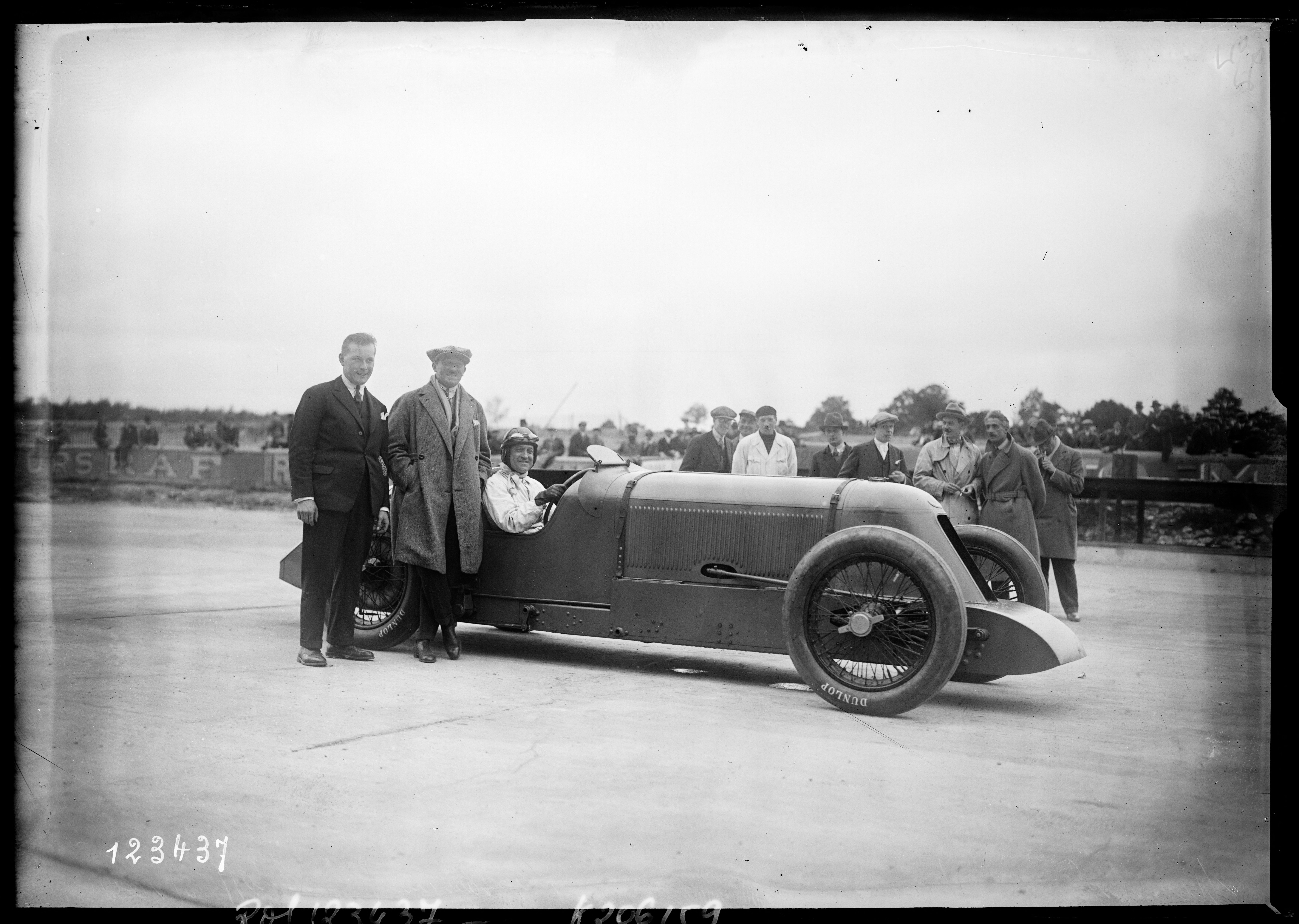

Elle est motorisée avec un nouveau moteur 8 cylindres en ligne sans soupapes à chemises coulissantes de 8 L de cylindrée pour 210 ch, constitué de 2 moteurs 4 cylindres précédents accolés.
Elle rivalise entre autres à l'époque avec des Bugatti Type 35 d'Ettore Bugatti (1924), Delage 15S8 de Louis Delâge (1926), Renault 40CV des Records de Louis Renault (1926), Bentley Mother Gun de Walter Owen Bentley (1927), ou encore Mercedes-Benz SS de Ferdinand Porsche (1928)...
Une Avions Voisin V12 de 11 660 cm³ de 250 ch lui succède en 1929.

## Voiture de collection
À la suite de la destruction accidentelle du modèle originel lors d’une tentative de record de 1928, un modèle proche du modèle d'origine est reconstitué dans les années 2010, pour être présenté dans de nombreuses expositions et courses de voitures historiques.

Modèle reconstitué des années 2010.
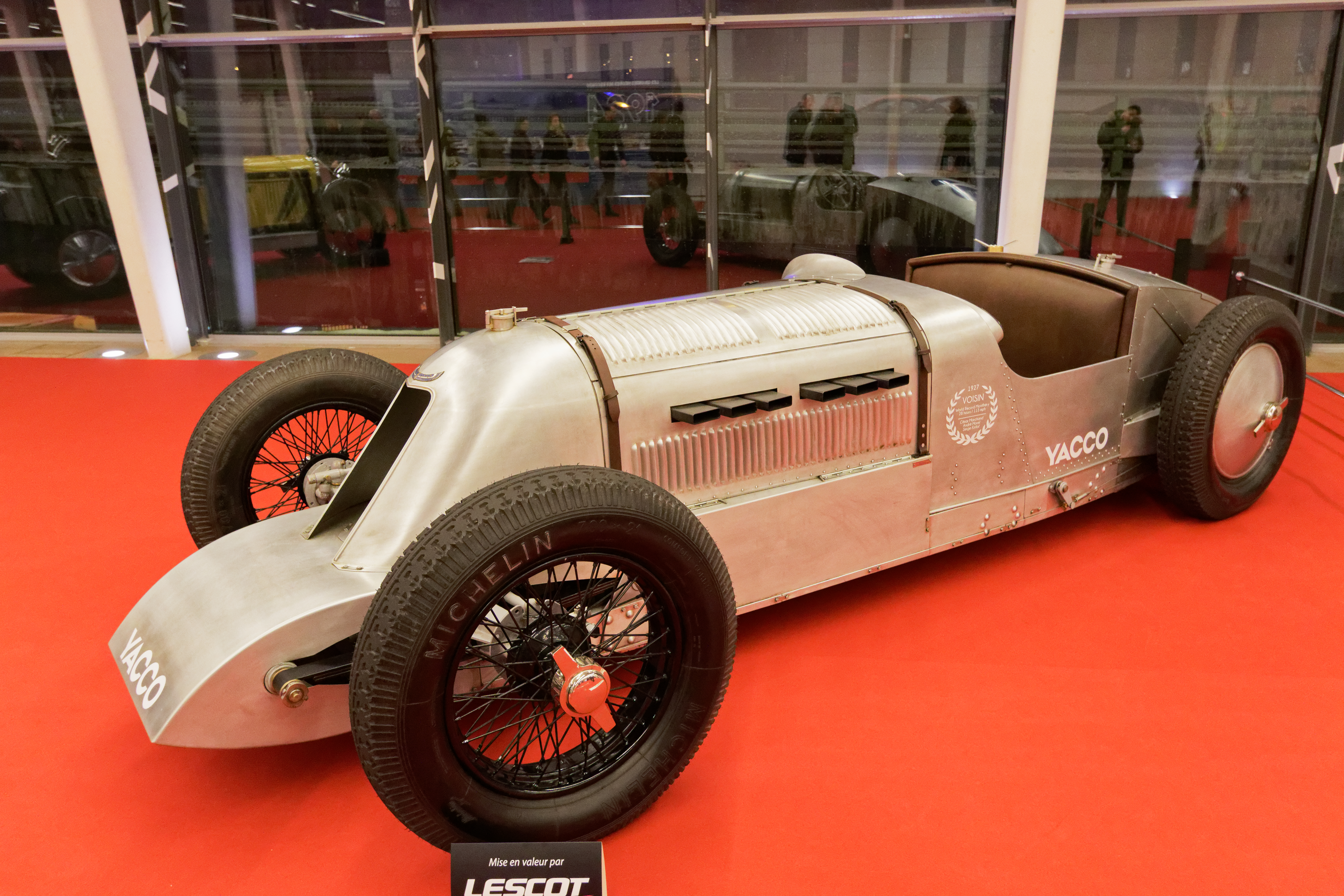
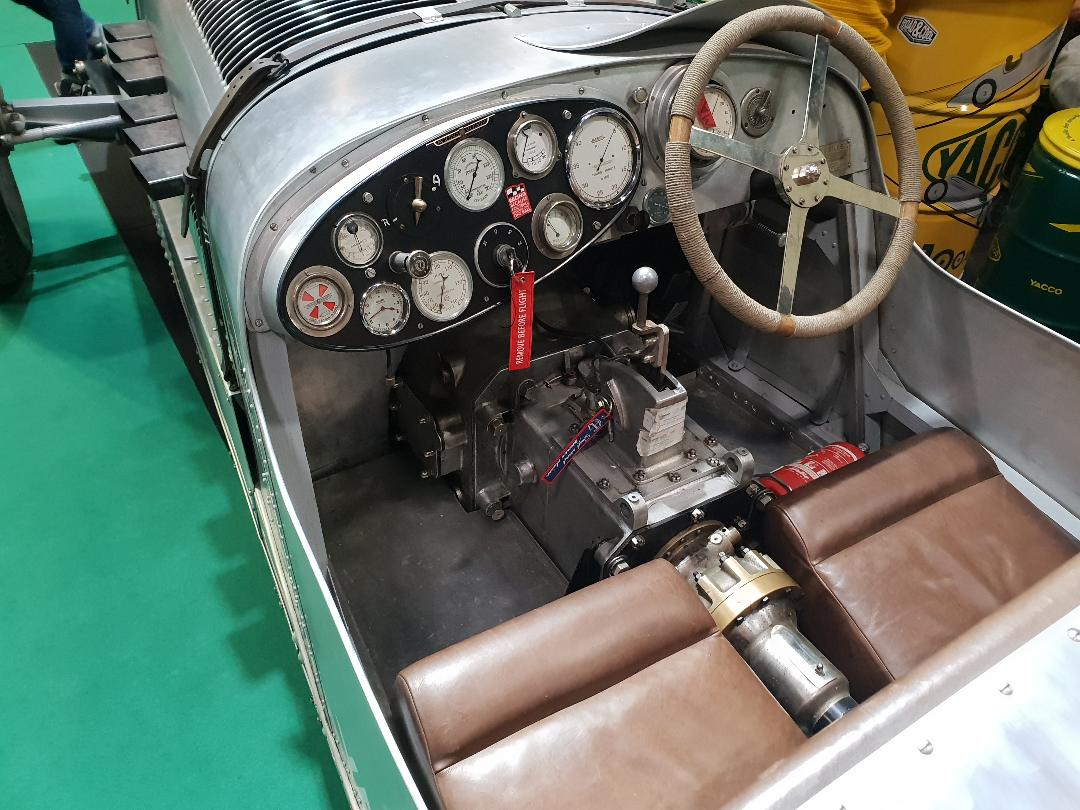
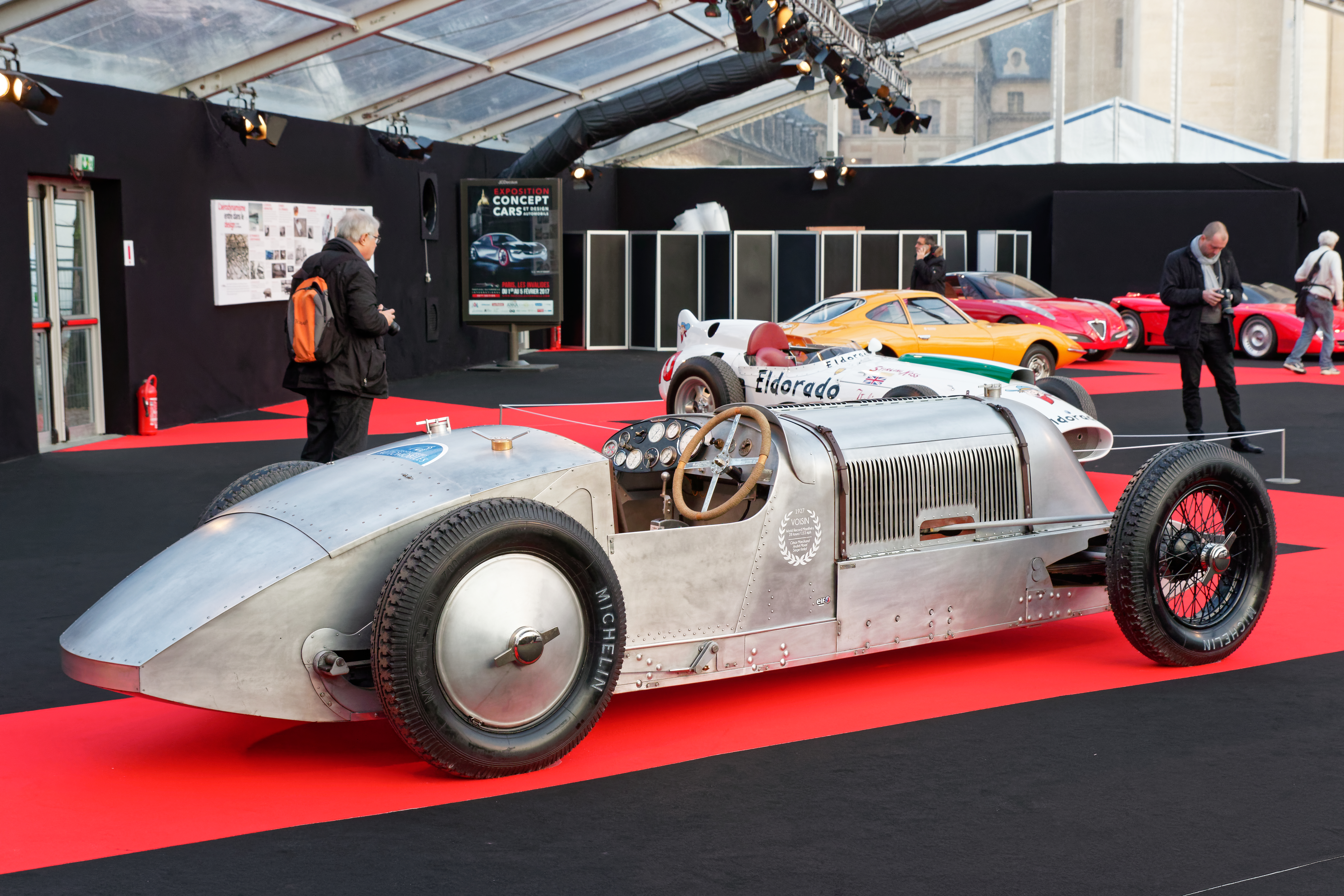

## Records de vitesse
L'Avions Voisin des Records bat de nombreux records du monde de vitesse de l'autodrome de Linas-Montlhéry près de Paris (du Grand Prix automobile de France 1927), dont les records de vitesse sur 100 km, 100 miles, 500 km, 500 miles, 1000 km, 1000 miles, 2000 km, 2000 miles, 3000 km, 3000 miles, 4000 km, 5000 km, 12 heures, 24 heures,,,,...